# Arthur Butz
Arthur R. Butz (n. 10 noiembrie 1933, New York City, New York, SUA) este un profesor de inginerie electrică la Universitatea Northwestern și autor al cărții The Hoax of the Twentieth Century (1976), prin care nega Holocaustul. A obținut definitivatul în anul 1974 și predă în prezent cursuri de teoria sistemelor de control și de procesare a semnalului digital.

## Educație
Butz a urmat cursurile Massachusetts Institute of Technology, unde a obținut titlurile de Bachelor of Science și, în 1956, de Master of Science. În 1965 a obținut doctoratul la Universitatea din Minnesota. Teza sa de doctorat tratează o problemă de ingineria controlului.

## Descoperiri științifice
Butz a inventat algoritmul care îi poartă numele și a fost publicat în 1969. Acest algoritm a furnizat un mijloc de calcul a curbei de umplere a spațiului a lui Hilbert, identificând anumite tehnici de căutare pe calculator și având anumite alte aplicații. Butz este, de asemenea, autorul a numeroase altor lucrări tehnice.

## Publicarea unei cărți controversate
În 1976 Butz a publicat The Hoax of the Twentieth Century: The Case Against the Presumed Extermination of European Jewry, care nega faptul că Germania Nazistă a încercat să-i extermine pe evrei în timpul Holocaustului.
În anul 2017 Amazon.com a scos această carte, împreună cu alte cărți care negau Holocaustul, de pe siturile sale americane și britanice.

### Reacția facultății
În 2006, șaizeci de colegi ai lui Butz de la Departamentul de Inginerie Electrică și de la Facultatea de Informatică au semnat o declarație prin care descriau negarea Holocaustului de către Butz ca „un afront la adresa umanității noastre și a standardelor noastre ca oameni de știință”. Scrisoarea îi cerea, de asemenea, lui Butz să „părăsească Departamentul nostru și Universitatea noastră și să se oprească a mai profita de reputația noastră de excelență academică”.
Rectorul Universității Henry S. Bienen a publicat o declarație similară prin care institutul de învățământ s-a disociat de afirmațiile lui Butz prin care era negat Holocaustul.